# Jaarna
Jaarna är en sjö i Finland. Den ligger i kommunen Enontekis i landskapet Lappland, i den norra delen av landet, 900 km norr om huvudstaden Helsingfors. Jaarna ligger 425 meter över havet. Den ligger vid sjön Kaura. Omgivningarna runt Jaarna är i huvudsak ett öppet busklandskap. Arean är 1,12 kvadratkilometer och strandlinjen är 6,43 kilometer lång. Sjön  ingår i Torne älvs huvudavrinningsområde. 